# 로버트 와이즈
로버트 와이즈(Robert Wise, 1914년 9월 10일 ~ 2005년 9월 14일)는 미국의 영화 감독, 영화 제작자, 영화 편집자이다. 그는 영화 《웨스트 사이드 스토리》와 영화 《사운드 오브 뮤직》으로 아카데미 작품상과 감독상을 각각 2회씩 수상한 인물이다.

## 작품 목록
- 지구 최후의 날 (1951)
- 사막의 대진격 (1953)
- 상처 뿐인 영광 (1956)
- 나는 살고 싶다 (1958)
- 웨스트 사이드 스토리 (1961)
- 사운드 오브 뮤직 (1965)
- 스타 트렉 (1979)